# إثميد الألومنيوم
إثميد الألومنيوم (أو أنتيمونيد الألومنيوم) هو مركب كيميائي لاعضوي، وهو يوجد على شكل صلب أسود؛ ويعد المركب من المواد شبه الموصلة.

## الخواص
تبلغ قيمة ثابت الشبكة البلورية 0.61 ميليمتر؛ أما قيمة فجوة النطاق غير المباشرة فهي حوالي 1.6 إلكترون فولت عند الدرجة 300 كلفن، أما القيمة المباشرة لها فتبلغ 2.22 إلكترون فولت.
للمركب قيمة معامل الانكسار تبلغ مقدار 3.3؛ أما ثابت العازل فقيمته 10.9 عند تواترات في أطوال موجات الميكرويف.